# Gromon András
Gromon András (Budapest, 1951. június 15. –) teológus, író, fordító, újságszerkesztő; a római katolikus egyházból tanítása miatt kiközösített, tevékenységétől eltiltott pap.

## Élete
Pilisvörösvárott nőtt fel német nemzetiségi szülők első gyermekeként. Három testvéröccse van.
1969-ben érettségizett a budapesti Piarista Gimnáziumban, majd teológiai tanulmányokat folytatott a Budapesti Hittudományi Akadémián. 1977-ben „magna cum laude” eredménnyel licenciátusi fokozatot szerzett.
1976 és 1996 között káplánként szolgált Tökölön, Pilisszentivánon, Sárbogárdon és Pomázon, majd plébánosként Csabdin és Budapest-Széphalmon. 1996-ban, mivel a katolikus egyház tanításával ellentétben, püspöke írásos felszólítása ellenére továbbra is tagadta Jézus feltámadását, önmagától beálló kiközösítés alá esett, és Paskai László érsek eltiltotta a papi tevékenységtől.
1996 és 2001 között irodai alkalmazottként dolgozott. 2001 óta mentális segítőként tevékenykedik egy mozgássérültek számára létrehozott lakóotthonban.
Az elmúlt évtizedekben mintegy harminc könyvet fordított le németről magyarra, számos tanulmánya jelent meg különböző folyóiratokban, és több önálló kötete is napvilágot látott. 25 éve főszerkesztője az „Érted vagyok” című kéthavi folyóiratnak.

## Művei

### Önálló kötetei
- Ki dobja ez első követ? Jézus üzenete, a vallási hiedelmek és a való élet. Elpídia Kiadó, Budapest, 1999. Internet: http://mek.oszk.hu/03900/03991/03991.htm https://web.archive.org/web/20120403000835/http://bocs.hu/gromonujak/gromon-k.htm
- Jézus evangéliuma Márk tolmácsolásában. Elpídia Kiadó, Budapest, 2003. Internet: https://web.archive.org/web/20120403002637/http://bocs.hu/gromonujak/markevang/index.htm https://web.archive.org/web/20160610170425/http://bokorportal.hu/gromon/index.html
- Jézus evangéliuma Lukács tolmácsolásában. Elpídia Kiadó, Budapest, 2007. Internet: https://web.archive.org/web/20160610170425/http://bokorportal.hu/gromon/index.html
- Jézus evangéliuma Máté tolmácsolásában. Elpídia Kiadó, Budapest, 2013. Internet: https://web.archive.org/web/20160610170425/http://bokorportal.hu/gromon/index.html
- András evangéliuma. Máté, Márk és Lukács evangéliumából összeállítva, illetve saját magyarázataival kiegészítve. Magánkiadás, Budapest, 2015.
- Isten országa rajtatok áll vagy bukik! Vázlatok Jézus arcképéhez. Elpídia Kiadó, Budapest, 2016.
- Jézus és az evangélisták. Félreértések, félremagyarázások. Elpídia Kiadó, Dunakeszi, 2020.

### Fordításkötetei
- Ulrich Duchrow: Lehetséges az igazságosság? Európa a világrendszerben 1492-1992. Gaja Egyesület, Székesfehérvár, 1993.
- Karl Herbst: A valódi Jézus. Egy teljesen más istenkép. Elpídia Kiadó, Budapest, 1995.
- Hanna Wolf: Az egyetemes Jézus. Jézus alakja indiai szemmel. (Ford. Nádas Orsolya néven.) Elpídia Kiadó, Budapest, 1995.
- Hanna Wolff: Jézus, a pszichoterapeuta. Jézus emberkezelése mint a modern pszichoterápia modellje. Egyházfórum, Budapest, 1995.
- Werner Schiebeler: A gyász hatása az elhunytakra. Szellemi Búvárok Egyesülete, Budapest, 1997. Internet: https://web.archive.org/web/20160824044320/http://www.hittitok.hu/download/dokumentumok/Gyaszhatasa.pdf
- Adolf von Harnack: Dogmatörténet. Tillinger Péter Műhelye, Szentendre, 1998.
- Claus Westermann: Isten angyalainak nincs szárnyuk. Mit mond a Biblia az angyalokról? Kálvin Kiadó, Budapest, 2000.
- Sárdy Péter: Jézus kincse emberek kezében.Elpídia Kiadó, Budapest, 2001.
- Bevezetés az ortodoxia világába. Szerk. ReinhardThöle. Kálvin Kiadó, Budapest, 2001.
- Klaus Douglass: Megalapozott hit. Hogyan kerülhetek élő kapcsolatba Istennel? Kálvin Kiadó, Budapest, 2001.
- Arnold Benz: Az univerzum jövője. Véletlen, káosz, Isten? Kálvin Kiadó, Budapest, 2001.
- Jörg Zink: Istennel élni. Mindig a keresztyénség kezdetén vagyunk, nem a végén. Kálvin Kiadó, Budapest, 2002.
- Eduard Schweizer: Teológiai bevezetés az Újszövetségbe. Kálvin Kiadó, Budapest, 2004.
- Peter Spangenberg: Kicsinyek nagy kérdései. Tanuljunk meg a gyerekekkel hinni. Kálvin Kiadó, Budapest, 2004.
- Anselm Grün: Életre vezetni. A vezetés elvei Szent Benedek Regulájában. Bencés Kiadó, Pannonhalma, 2004.
- Uwe Wolf: Hol volt Jézus nagypéntek és húsvétvasárnap között? Jézus élete korunk számára elbeszélve. Kálvin Kiadó, Budapest, 2004.
- Matthias Zeindler: Az ítélő Isten. A keresztyén hit egyik nélkülözhetetlen eleméről. Kálvin Kiadó, Budapest, 2005.
- Jürgen Moltmann: Minden végben kezdet rejtezik. Kis reménytan. Bencés Kiadó, Pannonhalma, 2005.
- Elke Endraß, Siegfried Kratzer: Megbetegítő hit? Kálvin Kiadó, Budapest, 2006.
- Rolf Dabelstein: A Szentlélek. Kálvin Kiadó, Budapest, 2007.
- Rainer Albertz: Illés. Isten tüzes harcosa. Kálvin Kiadó, Budapest, 2007.
- Peter Wick: Pál. A kereszténység tanítója. Kálvin Kiadó, Budapest, 2007.
- Armin Adam: Egyház és állam. Rövid történeti bevezetés a politikai teológiába. Kálvin Kiadó, Budapest, 2008.
- Joseph Pozsgai: A vietnámi háborútól az iraki katasztrófáig. Az amerikai külpolitika tévedései. Kairosz Kiadó, Budapest, 2009.
- Wunibald Müller: Lélegezz bennem! A Szentlélek valósága. Bencés Kiadó, Pannonhalma, 2010.
- Anselm Grün: Mit akarok? A döntés bátorsága. Bencés Kiadó, Pannonhalma, 2012.
- Anselm Grün: Életet fakasztó vezetés. A vezetés elvei Szent Benedek Regulájában. Bencés Kiadó, Pannonhalma, 2013.
- Anselm Grün: Megbékélés Istennel. Sérült istenképeink gyógyítása. Bencés Kiadó, Pannonhalma, 2013.
- Anselm Grün: A bor. Ég és föld ajándéka. Pannonhalmi Főapátság, Pannonhalma, 2013.

### Néhány interneten is elérhető tanulmánya, ill. beszéde
- „Elpídia”, avagy álom és ének egy országról, amelynek nincs rendőrsége és hadserege. Internet: https://web.archive.org/web/20120328170225/http://bocs.hu/elpidia/index.html
- Hogyan keletkezhetett a húsvéti hit? Internet: https://web.archive.org/web/20120403003554/http://bocs.hu/eletharm/ev/ev99215.htm
- Jézus valláskritikája. Internet: http://www.unitarius.org/kermagv/2012/kermag_2012-1.pdf%5B%5D
- Mítoszok áldozatai. Internet: https://web.archive.org/web/20120403002815/http://bocs.hu/eletharm/ev/ev02504.htm
- Nemzet és hazafiság az evangéliumban. Internet: https://web.archive.org/web/20160325135031/http://szepi.hu/irodalom/kedvenc/kc_122.html